# Meriones meridianus
Meriones meridianus és una espècie de mamífer rosegador de la família dels múrids. Viu a altituds de fins a 1.600 msnm a l'Afganistan, l'Iran, el Kazakhstan, el Kirguizstan, Mongòlia, Rússia, el Tadjikistan, el Turkmenistan, l'Uzbekistan i la Xina. El seu hàbitat natural són els deserts. És una espècie en risc mínim, és a dir, no sembla que hi hagi cap amenaça significativa per a la seva supervivència. El seu nom específic, meridianus, significa ‘meridià’ en llatí.